# 史密斯行动
是一部2005年美国喜剧动作片，由布萊德·彼特與安潔莉娜·裘莉領銜主演。

## 剧情
約翰是一名建築公司高管，珍是一名技術支持顧問，他們在婚姻輔導中回答問題。他們結婚已有五到六年，但他們的婚姻現在正處於危機之中。他們談到最初在哥倫比亞波哥大相遇的情形，聲稱為了避免被當地當局質疑而在一起；兩人相愛並結婚。
實際上，約翰和珍都是熟練的外勤特工，分別為不同的合約殺手公司工作；他們都是各自領域中的佼佼者，擅長隱瞞真實職業。
史密斯夫妻居住在紐約郊區一棟寬敞的殖民復興風格住宅，他們勉強與那些“傳統”而富裕的鄰居交往，以此維持他們的社交表象。在他們的掩護故事下，約翰和珍平衡著看似平凡的婚姻——幾年後，由于與他們的秘密事業，雙方都認為生活變得乏味和窒息。當他們被派去刺殺DIA囚犯本杰明“坦克”丹茲時，他們在工作中相遇，而行動也因此失敗。
丹茲倖存下來，約翰和珍接到了相互殺死對方的任務。隨著兩人對彼此生命的攻擊愈發激烈，他們之間的衝突最終演變成一場大型槍戰，這場戰鬥幾乎摧毀了他們的住所。在这场旗鼓相當的長時間戰鬥中，他們互相指著對方的頭部拔槍。約翰拒絕開槍，並放下了槍；珍也發現自己無法射殺約翰，他們度過了一個充滿激情的夜晚。
史密斯夫婦重燃的合作很快受到雇主合力消除這對夫妻的威脅，史密斯夫婦發現自己遭到一大群刺客的攻擊。他們滿是彈坑的房子被炸毀，史密斯夫婦偷走鄰居的小型面包車，在爭論各自的戰鬥風格和彼此發現的個人秘密時，成功摧毀追趕他們的裝甲轎車。他們與約翰的好友兼同事艾迪會面，艾迪拒絕接受对他们两人各40萬美元的懸賞，決定挽救他們的婚姻。
史密斯夫婦綁架了丹茲，將他從高安全監獄中帶出來，用作談判籌碼。丹茲告訴他們，他只是一個誘餌，是兩家雇主發現史密斯夫婦結婚後聘請的實習生，两家雇主希望史密斯夫婦會相互残杀。放棄各自的應急計劃後，兩人在一家家居裝飾商店內共同抵禦一群全副武裝特工的突襲，最终成功抵御雇主的绞杀行动。影片以夫妻倆再次與婚姻輔導員會面結束，史密斯夫婦表示他們的婚姻正蓬勃發展。

## 角色
| 演員          | 角色        |
| ------------- | ----------- |
| 布萊德·彼特   | 約翰·史密斯 |
| 安潔莉娜·裘莉 | 珍·史密斯   |
| 亞當·布洛第   | 班傑明·丹茲 |
| 文斯·范恩     | 艾迪        |
| 凱瑞·華盛頓   | 潔明        |
| 凱斯·大衛     | 老爹        |
| 克里斯·衛茲   | 馬丁·柯曼   |
| 瑞秋·杭利     | 蘇西·柯曼   |

## 剪輯版本
關於一刀未剪的差異如下：
| 修剪版                                                                           | 未剪版 |
| -------------------------------------------------------------------------------- | --- |
| 班傑明從「老爸」那裡接下一個任務                                                 | 無 |
| 艾迪醒來，看到四十萬美金懸賞約翰·史密斯，與另一個四十萬美金懸賞珍·史密斯的公告。 | 無 |
| 在第一個任務結束，觀察者看到史密斯夫和妻完成任務，並且各自動身前往鄰居的派對。   | 修剪版那一幕，在此以較短的一幕取代。其中史密斯夫和妻一起走向鄰居的派對，珍指責約翰說當她在忙公事的時候，他竟然去喝酒。 |
| 無                                                                               | 約翰故意打破盤子 |
| 無                                                                               | 跳舞那幕之後，多一段性愛場面                                                                                           |
| 無                                                                               | 打鬥那幕之後，接著兩人有做愛和舔下體的場面                                                                             |
| 無                                                                               | 約翰說的猥褻雙關語被剪掉，改用一句：「你有數無辜的路人嗎？」                                                           |
| 無                                                                               | 在家具賣場的打鬥場面較充實                                                                                             |
| 另一種結局（史密斯夫婦出遊，而且有了女兒）                                       | |

## 電影原聲帶
本电影一共发布了两张原声音乐碟，一张为由約翰·包威爾作曲的電影配樂，和一张在电影中使用过的原声音乐碟。两者为了避免混淆而分开发布，前者在2005年6月25日，后者在6月7日。
配樂曲目
1. "Bogota"
2. "The Bedroom"
3. "Playing House"
4. "Assignments"
5. "His and Her Hits"
6. "Office Work"
7. "Desert Foxes"
8. "John and Jane's Identity"
9. "Dinner"
10. "Hood Jump"
11. "Mutual Thoughts"
12. "John Drops In"
13. "Tango de Los Asesinos"
14. "Two Phone Calls"
15. "Kiss and Make Up"
16. "Minivan Chase"
17. "Shopping Spree"
18. "Dodging Bullets"
19. "The Next Adventure"

原聲帶曲目
1. Love Stinks – The J. Geils Band
2. Nothin' but a Good Time – 毒药乐队
3. Tainted Love – Soft Cell
4. Baby, Baby – Alana D.
5. Express Yourself (Mocean Worker Remix) – Charles Wright & the Watts 103rd Street Rhythm Band
6. Mondo Bongo – The Mescaleros|Joe Strummer & The Mescaleros
7. Lay Lady Lay – Magnet featuring Gemma Hayes
8. I Melt with You – Nouvelle Vague
9. Nobody Does It Better – 8mm
10. Let's Never Stop Falling in Love" – Pink Martini
11. Tango De Los Asesinos (Assassin's Tango) – 約翰·包威爾
12. Used to Love Her (But I Had To Kill Her) – Voodoo Glow Skulls
13. You Are My Sunshine] – Stine J.
14. You've Lost That Lovin' Feelin – The Righteous Brothers
15. "Making Love Out of Nothing at All – 空中補給
16. You Give Love a Bad Name – 邦喬飛
17. Love Will Keep Us Together – Captain & Tennille

## 评价
烂番茄新鲜度59%，媒体综评55分，获得混合口碑。

## 類似的劇集
2023年1月5日富士電視台播出的週四劇場《忍者結婚很難》，劇情架構就與這部電影相同，但並不是翻拍。

## 外部連結
- 官方网站 （英文）
- 史密斯任務（页面存档备份，存于） The Numbers
- 互联网电影数据库（IMDb）上《史密斯任務》的资料（英文）
- TCM电影资料库上《史密斯任務》的资料（英文）
- 豆瓣电影上《史密斯任務》的資料 （简体中文）
- AllMovie上《史密斯任務》的资料（英文）
- 爛番茄上《史密斯任務》的資料（英文）
- Metacritic上《史密斯任務》的資料（英文）
- Box Office Mojo上《史密斯任務》的資料（英文）

1. https://movie.douban.com/photos/photo/2213458852/
2. https://item.jd.com/20064574.html